# Haltérophilie aux Jeux olympiques d'été de 2012 - Moins de 56 kg hommes
Navigation
Pékin 2008 Rio de Janeiro 2016
L'épreuve des moins de 56 kg en haltérophilie des Jeux olympiques d'été de 2012 a eu lieu le 29 juillet dans le ExCeL de Londres.

## Médaillés
| Or          | Argent      | Bronze                             |
| Om Yun-chol | Wu Jingbiao | Valentin Hristov Trần Lê Quốc Toàn |

## Calendrier
Toutes les heures sont en British Summer Time (UTC+1).
| Date                     | Heure           | Tour              |
| ------------------------ | --------------- | ----------------- |
| Dimanche 29 juillet 2012 | 10 h 00 19 h 00 | Groupe B Groupe A |

## Résultats
| Rang                                | Athlète           | Pays          | Groupe | Poids | Arraché (kg) | Arraché (kg) | Arraché (kg) | Arraché (kg) | Épaulé-jeté (kg) | Épaulé-jeté (kg) | Épaulé-jeté (kg) | Épaulé-jeté (kg) | Total   |
| Rang                                | Athlète           | Pays          | Groupe | Poids | 1            | 2            | 3            | Résultat     | 1                | 2                | 3                | Résultat         | Total   |
| ----------------------------------- | ----------------- | ------------- | ------ | ----- | ------------ | ------------ | ------------ | ------------ | ---------------- | ---------------- | ---------------- | ---------------- | ------- |
| Médaille d'or, Jeux olympiques      | Om Yun-chol       | Corée du Nord | B      | 55.76 | 120          | 125          | 125          | 125          | 160              | 165              | 168              | 168              | 293     |
| Médaille d'argent, Jeux olympiques  | Wu Jingbiao       | Chine         | A      | 55.91 | 130          | 130          | 133          | 133          | 156              | 156              | 161              | 156              | 289     |
| -                                   | Valentin Hristov  | Azerbaïdjan   | A      | 55.84 | 123          | 127          | 130          | 127          | 154              | 158              | 159              | 159              | 286 DSQ |
| Médaille de bronze, Jeux olympiques | Tran Le Quoc Toan | Viêt Nam      | A      | 55.84 | 125          | 125          | 125          | 125          | 155              | 159              | 162              | 159              | 284     |
| 4                                   | Jadi Setiadi      | Indonésie     | B      | 55.48 | 121          | 125          | 127          | 127          | 150              | 150              | 156              | 150              | 277     |
| 5                                   | José Montes       | Mexique       | A      | 55.80 | 112          | 116          | 116          | 112          | 150              | 157              | 160              | 157              | 269     |
| 6                                   | Sergio Rada       | Colombie      | A      | 55.89 | 118          | 118          | 121          | 118          | 148              | 151              | 155              | 151              | 269     |
| 7                                   | Carlos Berna      | Colombie      | A      | 55.55 | 115          | 115          | 118          | 118          | 150              | 153              | 153              | 150              | 268     |
| -                                   | Florin Croitoru   | Roumanie      | A      | 55.90 | 121          | 125          | 125          | 121          | 145              | 145              | 147              | 147              | 268 DSQ |
| 8                                   | Sin Chol-bom      | Corée du Nord | B      | 55.72 | 110          | 110          | 113          | 113          | 145              | 150              | 150              | 145              | 258     |
| 9                                   | Yasmani Romero    | Cuba          | B      | 55.95 | 112          | 112          | 116          | 112          | 142              | 146              | 146              | 146              | 258     |
| 10                                  | Tom Goegebuer     | Belgique      | B      | 55.88 | 111          | 115          | 117          | 115          | 132              | 137              | 138              | 132              | 247     |
| 11                                  | Manueli Tulo      | Fidji         | B      | 55.77 | 100          | 105          | 110          | 105          | 128              | 132              | 132              | 128              | 233     |
| 12                                  | Mirco Scarantino  | Italie        | B      | 55.42 | 97           | 97           | 97           | 97           | 123              | 128              | 132              | 128              | 225     |
| –                                   | Sergio Álvarez    | Cuba          | A      | 55.96 | 117          | 121          | 125          | 121          | 150              | 150              | 150              | —                | Abd     |
| –                                   | Bekzat Osmonaliev | Kirghizistan  | A      | 55.93 | 120          | 125          | 127          | 127          | 147              | 147              | 147              | —                | Abd     |
| –                                   | Ruslan Makarov    | Ouzbékistan   | A      | 55.96 | 117          | 117          | 119          | 117          | 145              | 145              | 145              | —                | Abd     |
| –                                   | Khalil El-Maaoui  | Tunisie       | A      | 55.39 | 127          | 130          | 132          | 132          | —                | —                | —                | —                | Abd     |